# Necpaly
Necpaly és un poble i municipi d'Eslovàquia que es troba a la regió de Žilina, al centre-nord del país. És esmentat per primera vegada el 1266.

## Demografia
| Godina             | 1994 | 2004   | 2014   | 2024    |
| ------------------ | ---- | ------ | ------ | ------- |
| Nombre de persones | 798  | 826    | 888    | 1023    |
| Diferència         |      | +3,50% | +7,50% | +15,20% |

| Godina             | 2023 | 2024   |
| ------------------ | ---- | ------ |
| Nombre de persones | 1019 | 1023   |
| Diferència         |      | +0,39% |